# Армейский магазин
«Армейский магазин» — познавательно-развлекательная телепрограмма на «ОРТ/Первом канале». В разное время программу вели Александр Ильин, Дана Борисова, Олег Акулич, Татьяна Герасимова, Любовь Тихомирова. В 2003—2016 годах выходила раз в две недели поочерёдно с программой «Служу Отчизне!» по воскресеньям в 7:50 или 8:10.

## История
После того, как программа об армии «Служу Советскому Союзу!» перестала существовать, бывший военный корреспондент Гостелерадио СССР Александр Ильин решил занять эту военно-патриотическую нишу на отечественном телевидении, но не подобием прародительницы советских времён, а новой программой «свежего» формата с принципиальным отказом от мрачного освещения событий из жизни военных. Первый выпуск программы прошёл 31 декабря 1993 года на телеканале «Северная корона», занимавшем часть 6-го частотного канала до июля 1994 года и транслировавшем ряд военных обозрений от телестудии Министерства обороны. На тот день у недавно появившегося телеканала не было готово программное наполнение к новогодним праздникам, и коллеги с 1-го канала Останкино решили поделиться с шестым пилотным выпуском передачи. Десять лет бессменными ведущими программы были Александр Ильин (он же дал программе название) и Дана Борисова. Ильин рассказывал о задумке передачи следующим образом:

По своему характеру «AM» — это информационно-развлекательный музыкальный тележурнал. Где на первом месте идёт правдивая информация о состоянии армии и флота. Другое дело, как эта информация подаётся. Мы, журналисты, часто забывали одну простую вещь, что передачи для армии смотрели не только военные. Такая передача должна быть на стыке армии и общества, чтобы пробудить в нем интерес к армии, показать значимость тех задач, которые она решает. А самое главное, чтобы после передачи у военных (а я думаю прежде всего о них) не возникло в душе горького осадка: мол, всё у нас плохо, вот такие мы нехорошие…

С января 1994 года программа начала выходить на 1-м канале Останкино (с апреля 1995 — на ОРТ, с сентября 2002 — на «Первом канале»). До 1995 года выходила внутри блока армейских передач «Полигон», в 1995—1996 годах — внутри аналогичного блока «Служу России!». Под своим названием передача появилась в сетке вещания канала только 26 января 1997 года.
После того, как 14 августа 1997 года Александра Островского на посту руководителя студии сменил Игорь Серебряков, ЦТРС Минобороны России сразу же отказалась от дальнейшего производства программы и не продлила контракт с ОРТ. Александр Ильин, не согласный с новой политикой студии, был уволен оттуда, а выход «Армейского магазина» был приостановлен.
С 31 августа 1997 года производством программы занималась телекомпания «РТС», впоследствии переименованная в «Останкино». С февраля 2005 года соведущей Александра Ильина стала Татьяна Герасимова, социолог по образованию и бывшая солистка группы «Девочки».
Пик популярности программы пришелся на 1990-е годы. С середины 2000-х годов и до закрытия программа не пользовалась большой популярностью среди телезрителей, но всё же представляла интерес для людей, связанных с Вооружёнными Силами.
В 2016 году программа была закрыта и заменена другой программой о российской армии — «Часовой».

## Резонансные эпизоды
В рубрике «Артналёт» известные актёры театра и кино, а также популярные исполнители отечественной эстрады делились с военнослужащими и воспоминаниями о своей службе в армии и на флоте, рассказывали о съёмках в военно-патриотических фильмах. Как правило, гости приезжали в войсковую часть.
В передаче выходили скетчи на анекдоты армейской тематики, изначально имевшие название «Пистон». В 1994—1997 годах роли в скетчах исполняли актёры Сергей Кондратьев, Владимир Носик, Валерий Носик, Юрий Кузьменков и другие.
После перехода производства к телекомпании «РТС» актёрский состав изменился. Так, с 2001 года роль прапорщика исполнял режиссёр программы, Павел Макаренков, майора — Александр Пятков, сержанта — Денис Манохин. Медсестру играла Любовь Тихомирова, впоследствии её сменила Алиса Суворова.
С 1996 года программа «Армейский магазин» проводила военно-патриотическую акцию «ОРТ/Первый в армии», в рамках которой руководители телеканала вместе с телеведущими, спортсменами, актёрами и эстрадными исполнителями приезжали в войсковые части и дарили подарки военнослужащим и их семьям. Традиционно в рамках акции проходил футбольный матч между командами «Первого канала» и военнослужащих, а также большой праздничный концерт.

## Критика
В период своего существования в эфире передача вызывала и критические отзывы со стороны телезрителей и критиков:
Анри Вартанов:
В своё время... она противостояла тогда казённым, скучным и правильным, как армейские уставы, передачам, всячески пропагандируемым военным ведомством. Лёгкий юмор, живость, присущие «Магазину», привлекали. Но прошло время, а передача и в наше непростое для армии время не изменилась, продолжает оставаться точно такой же, какой была. Но в нынешних условиях она выглядит поверхностной и пустоватой. <...> Убогий уровень военных передач старого, эстрадно-развлекательного образца в особенности нагляден сегодня рядом с новыми.
Владимир Кара-Мурза:
В программе «Служу Советскому Союзу!», в 1990-е заменённой на «Армейский магазин», нам показывали, как румяные довольные солдаты-срочники уплетали ананасы. Тогда как на самом деле в воинских частях были развал и разруха, не было элементарного душа, а новобранцев избивали «деды».
По мнению Аркадия Бабченко, одно время работавшего в программе, «единственной задачей „Армейского магазина“ был отпил по цепочке сверху-донизу выделенных на его производство бюджетных денег, чтобы получившуюся на оставшиеся копейки карамель никто никогда не увидел».
В 2020 году Дана Борисова призналась, что во время работы в этой программе были домогательства со стороны Александра Ильина. Позже это перешло в романтические отношения и в результате ведущая забеременела от него. Так как ведущий не хотел этого ребёнка, то Дана сделала аборт.